# Som šťastný, keď ste šťastní
Som šťastný, keď ste šťastní je třetí dlouhohrající deska slovenské rockové skupiny Prúdy. Vyšla poprvé v roce 1972 v pražském vydavatelství Panton (11 0293). Reeditovaná na CD vyšla ve vydavatelství Bonton (71 0621-2) v roce 1997, kdy byla doplněná několika bonusy.
Třetí LP Prúdů bývá poněkud ve stínu předchozích desek (Zvoňte, zvonky a Pavol Hammel a Prúdy). Je to trochu způsobené tím, že po vydání LP Pavol Hammel a Prúdy se opět rozpadla sestava skupiny. Kytarista a výrazný spoluautor mnoha písní kapely, František Griglák, totiž odešel do skupiny Collegium Musicum a Pavol Hammel musel znovu vybudovat novou kapelu. Sestavil z bratislavských hudebníků funkční a velmi výraznou skupinu (kombinace violoncella, na které hrál Peter Baran a agresivní rockové kytary Jozef Farkaš). Ta se však hudebně usadila a sehrála výrazněji až na koncertech a zejména při přípravě dalšího, tentokrát monotematického alba Šľahačková princezná, které bývá považováno za vrchol této sestavy Prúdů. Proto zní album Som šťastný, keď ste šťastní spíše umírněně, s poklidnějším a místy až folkovým zvukem. To je také ovlivněné tím, že Hammel v mezidobí, než postavil novou skupinu, hrával na koncertech sám s kytarou a foukací harmonikou.
Několik písní z desky vyšly i jako samostatné singly. Skladby Usmej sa, keď odchádzam a Skús to trikom vydal Panton v roce 1971 (44 0399) a písně Do piesku píš a Budeme si vymýšľať v roce 1972, opět v pražském Pantonu (44 0400). Tři písně na desce (titulní Som šťastný, keď ste šťastní, Do piesku píš a Môj priateľ smiech) doprovází Hammela vokální skupina Jazzinky a Taneční orchestr Československého rozhlasu v Praze, který dirigovali Vladimír Popelka (písně Som šťastný, keď ste šťastní a Môj priateľ smiech) a Josef Vobruba (píseň Do piesku píš). Ty samozřejmě výrazně kontrastují se zbytkem alba, ale zároveň představují zpěváka Pavola Hammela v jisté chameleonské schopnosti zvládnout zpěváckou polohu jak v rockové skupině, ve ztišené akustické poloze i za doprovodu většího orchestru.
Album bylo nahráno v od listopadu 1971 do ledna 1972 v pražském Studiu A, hudební režii měl Pavel Kühn a Svatoslav Rychlý. O zvukovou režii se staral Milan Papírník, autorem původního obalu byl Tomáš Písecký.

## Reedice z roku 1995
Na album bylo přidáno osm bonusů, vznikajících zhruba ve stejné době, kdy bylo nahrávané toto album a byly vydány jako singly. Tečkou za obdobím s Františkem Griglákem jsou dvě skladby z roku 1971 (na CD jako čísla 19 a 20). Velmi úspěšná Medulienka, která byla velkým hitem skupiny, je doplněná písní Poviem ti: pozri. Obě vyšly na společném SP v bratislavském Opusu (9043 0068), a na jejich nahrávání se vedle Hammela a Grigláka podílel i bubeník Ľubomír Plai a jako host baskytarista Fedor Frešo. Zbytek bonusových skladeb (čísla 13 až 18 na CD) jsou singlové skladby z roku 1972: Skrývačka a Budem ťa viesť vyšly v pražském Supraphonu (0 43 1404). Obě písně byly nahrány 13. 9. 1972 v pražském studiu Mozarteum. Zbylé čtyři vydalo bratislavské vydavatelství Opus – Zavediem ťa tam a Zápasník (9043 0122) a Roznášač snov a Vietor nemá kam ísť (9043 0123). Reedici alba s bonusy sestavil Peter Pišťanek a remasteroval Alexander Soldán.

## Seznam skladeb

### Strana A
- 1. Omnia vincit amor (Pavol Hammel / Boris Filan - Mariana Pavlíčková) 3:25
- 2. Privreté oči (Pavol Hammel / Boris Filan) 3:01
- 3. Vzdávam sa dámam (Pavol Hammel - Jozef Farkaš / Boris Filan) 2:45
- 4. Žltý pes (Pavol Hammel / Boris Filan) 3:51
- 5. Usmej se, keď odcházam (Pavol Hammel / Boris Filan) 2:41
- 6. Som šťastný, keď ste šťastní (Pavol Hammel / Boris Filan) 3:08

### Strana B
- 7. Budeme si vymýšľať (Pavol Hammel / Boris Filan) 2:49
- 8. Do piesku píš (Pavol Hammel / Boris Filan) 2:35
- 9. Skús to trikom (Pavol Hammel / Boris Filan) 2:44
- 10. Koniec rozprávky (Pavol Hammel / Boris Filan) 3:35
- 11. Môj priateľ smiech (Pavol Hammel / Boris Filan) 2:37
- 12. Kolo, kolo... (Pavol Hammel / Boris Filan) 2:53

#### Obsazení
- Pavol Hammel – zpěv (1-12), akustická kytara (1-5, 7, 9, 10, 12)
- Jozef Farkaš – kytara (1-5, 7, 9, 10, 12)
- Ivan Belák – basová kytara (1-5, 7, 9, 10, 12)
- Ján Lauko – klávesové nástroje (1-5, 7, 9, 10, 12)
- Ľubomír Plai – bicí nástroje (1-5, 7, 9, 10, 12)
- Peter Baran – violoncello (1-5, 7, 9, 10, 12)
- Jazzinky – sbory (6, 8, 11)
- Taneční orchestr Československého rozhlasu v Praze, řídí Vladimír Popelka – (6, 11)
- Taneční orchestr Československého rozhlasu v Praze, řídí Josef Vobruba – (8)

### Bonusy na reedici 1997
- 13. Skrývačka (Pavol Hammel / Boris Filan) 2:56
- 14. Budem ťa viesť (Pavol Hammel / Boris Filan) 3:08
- 15. Zavediem ťa tam (Pavol Hammel / Boris Filan) 4:11
- 16. Zápasník (Pavol Hammel / Boris Filan) 3:39
- 17. Roznášač snov (Pavol Hammel / Boris Filan) 4:31
- 18. Vietor nemá kam ísť (Pavol Hammel - Jozef Farkaš / Boris Filan) 3:35
- 19. Medulienka (Pavol Hammel - František Griglák / Kamil Peteraj) 3:20
- 20. Poviem ti: pozri (Pavol Hammel / Kamil Peteraj) 2:38

#### Obsazení v bonusech
- Pavol Hammel – zpěv, akustická kytara (13-18)
- Jozef Farkaš – kytara (13-18)
- Ivan Belák – baskytara (13-18)
- Ján Lauko – klávesové nástroje (13-18)
- Ľubomír Plai – bicí nástroje (13-20)
- Peter Baran – violoncello (13-18)
- František Griglák – kytara (19, 20), varhany (20)
- Fedor Frešo – baskytara (19, 20)